# Lijst van nummer 1-hits in Noorwegen in 2013
Deze hits stonden in 2013 op nummer 1 in de VG-lista, de bekendste hitlijst in Noorwegen.
| Week | Artiest                       | Titel          |
| ---- | ----------------------------- | -------------- |
| 1    | Rihanna                       | Diamonds       |
| 2    | will.i.am & Britney Spears    | Scream & shout |
| 3    | will.i.am & Britney Spears    | Scream & shout |
| 4    | will.i.am & Britney Spears    | Scream & shout |
| 5    | will.i.am & Britney Spears    | Scream & shout |
| 6    | Macklemore, Ryan Lewis & Wanz | Thrift shop    |
| 7    | Macklemore, Ryan Lewis & Wanz | Thrift shop    |
| 8    | Macklemore, Ryan Lewis & Wanz | Thrift shop    |
| 9    | Macklemore, Ryan Lewis & Wanz | Thrift shop    |
| 10   | Macklemore, Ryan Lewis & Wanz | Thrift shop    |
| 11   | Macklemore, Ryan Lewis & Wanz | Thrift shop    |
| 12   | Adelén                        | Bombo          |
| 13   | Adelén                        | Bombo          |
| 14   | Adelén                        | Bombo          |
| 15   | Zara Larsson                  | Uncover        |
| 16   | Zara Larsson                  | Uncover        |
| 17   | Zara Larsson                  | Uncover        |
| 18   | Passenger                     | Let Her go     |
| 19   | Passenger                     | Let her go     |
| 20   | Passenger                     | Let her go     |
| 21   | Passenger                     | Let her go     |
| 22   | Passenger                     | Let her go     |
| 23   | Broiler                       | Vannski        |
| 24   | Broiler                       | Vannski        |
| 25   | Broiler                       | Vannski        |
| 26   | Broiler                       | Vannski        |
| 27   | Avicii                        | Wake me up     |
| 28   | Avicii                        | Wake me up     |
| 29   | Avicii                        | Wake me up     |
| 30   | Avicii                        | Wake me up     |
| 31   | Avicii                        | Wake me up     |
| 32   | Avicii                        | Wake me up     |
| 33   | Avicii                        | Wake me up     |
| 34   | Avicii                        | Wake me up     |
| 35   | Avicii                        | Wake me up     |
| 36   | Avicii                        | Wake me up     |
| 37   | Avicii                        | Wake me up     |
| 38   | Ylvis                         | The fox        |
| 39   | Ylvis                         | The fox        |
| 40   | Ylvis                         | The fox        |
| 41   | Ylvis                         | The fox        |
| 42   | Avicii                        | Hey brother    |
| 43   | Avicii                        | Hey brother    |
| 44   | Avicii                        | Hey brother    |
| 45   | Avicii                        | Hey brother    |
| 46   | Eminem & Rihanna              | The monster    |
| 47   | Eminem & Rihanna              | The monster    |
| 48   | Eminem & Rihanna              | The monster    |
| 49   | Eminem & Rihanna              | The monster    |
| 50   | Eminem & Rihanna              | The monster    |
| 51   | Eminem & Rihanna              | The monster    |
| 52   | Eminem & Rihanna              | The monster    |